# Rio Tatuí (vattendrag i Brasilien, Paraná)
Rio Tatuí är ett vattendrag i Brasilien.   Det ligger i delstaten Paraná, i den södra delen av landet, 1 100 km sydväst om huvudstaden Brasília.
Omgivningen kring Rio Tatuí består till största delen av jordbruksmark. Området är  ganska tätbefolkat, med 75 invånare per kvadratkilometer.